# Dalizhuang (socken i Kina, lat 34,12, long 114,40)
Dalizhuang (kinesiska: 大李庄, 大李庄乡) är en socken i Kina. Den ligger i provinsen Henan, i den centrala delen av landet, omkring 100 kilometer sydost om provinshuvudstaden Zhengzhou. Antalet invånare är 29 254. Befolkningen består av 15 617 kvinnor och 13 637 män. Barn under 15 år utgör 18,0 %, vuxna 15-64 år 74 %, och äldre över 65 år 7,0 %.
Genomsnittlig årsnederbörd är 737 millimeter. Den regnigaste månaden är juli, med i genomsnitt 173 mm nederbörd, och den torraste är januari, med 3 mm nederbörd.